# Hannah Gross
Hannah Gross (Toronto, 25 de septiembre de 1990) es una actriz canadiense, reconocida principalmente por su papel como Debbie Mitford en la serie de televisión de Netflix Mindhunter.

## Primeros años
Gross nació en Toronto, Ontario, hija de los actores Martha Burns y Paul Gross.   Ingresó a la escuela de artes de la Universidad de Nueva York y se graduó con una especialización en teatro.

## Carrera
En 2010 Gross interpretó el papel de Katie en la obra de Sharon Pollock Doc y dirigió una versión de A Streetcar Named Desire (1947) para el estudio de actuación de Stella Adler. Gross integró el reparto de I Used to Be Darker (2013) tras conocer a su director, Matthew Porterfield, en el estreno de la película Putty Hill (2010). También en 2013, la actriz protagonizó el cortometraje Lydia Hoffman Lydia Hoffman y el largometraje Christmas, Again, que tuvo su estreno en el Festival de Cine de Locarno en 2014.
En 2017, Gross protagonizó la serie de televisión dirigida por David Fincher Mindhunter, interpretando el papel de Debbie Mitford. Un año después apareció en otra serie de Netflix, The Sinner, en su segunda temporada.

## Filmografía

### Cine
| Año  | Título                            | Papel               | Notas |
| ---- | --------------------------------- | ------------------- | ----- |
| 2002 | Men with Brooms                   |                     |       |
| 2004 | Wilby Wonderful                   |                     |       |
| 2005 | Drei Mädchen                      |                     | Corto |
| 2013 | I Used to Be Darker               | Abby                |       |
| 2013 | Lydia Hoffman Lydia Hoffman       | Lydia Hoffman       | Corto |
| 2013 | The Sixth Year                    | Gabby               |       |
| 2014 | Uncertain Terms                   | Cammy               |       |
| 2014 | Christmas, Again                  | Lydia               |       |
| 2014 | Haze                              | Natalie             | Corto |
| 2015 | Valedictorian                     | Emily               |       |
| 2015 | Stinking Heaven                   | Ann                 |       |
| 2015 | Take What You Can Carry           | Lilly               | Corto |
| 2015 | Beach Week                        | Laure               | Corto |
| 2015 | Little Cabbage                    | Ana                 | Corto |
| 2016 | The Zeno Question                 | Kirsten             | Corto |
| 2016 | Dramatic Relationships            |                     | Corto |
| 2016 | Psychic Ills: Baby                |                     | Corto |
| 2016 | Psychic Ills: Another Change      |                     | Corto |
| 2016 | Unless                            | Norah               |       |
| 2016 | Nightshade                        | Rose Waltz          | Corto |
| 2017 | Marjorie Prime                    | Marjorie            |       |
| 2018 | The Mountain                      | Susan               |       |
| 2018 | Her Smell                         | Tiffany             |       |
| 2019 | Joker                             | Penny Fleck (joven) |       |
| 2020 | The Education of Fredrick Fitzell | Karen               |       |
| 2020 | Falling                           | Gwen                |       |

### Televisión
| Año  | Título     | Papel          | Notas            |
| ---- | ---------- | -------------- | ---------------- |
| 2017 | Mindhunter | Debbie Mitford | 10 episodios     |
| 2018 | The Sinner | Marin          | Papel recurrente |
| 2018 | Deadwax    | Etta Pryce     | 7 episodios      |